# Terence Tunberg

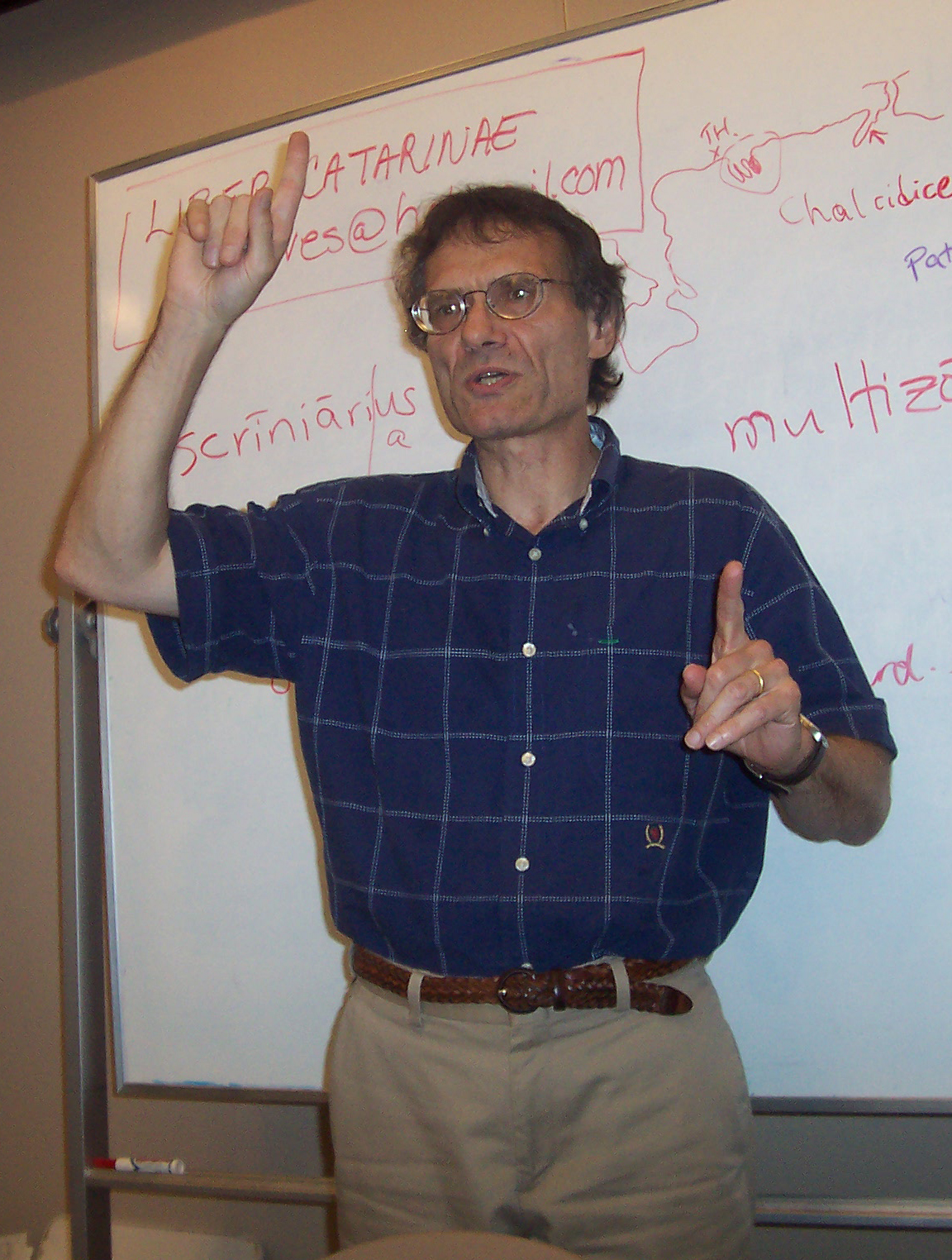
Terence Tunberg, Conventiculum Latinum Lexintoniense, 2004

Terence Tunberg es un latinista estadounidense, profesor de letras clásicas en la Universidad de  Kentucky.
Es uno de los promotores del latín vivo y autor de numerosas publicaciones en latín. Ha traducido tres libros del Dr. Seuss con su esposa Jennifer: El gato con sombrero, ¡Cómo el Grinch robó la Navidad! y Huevos verdes con jamón.